# 羅維納里
羅維納里（羅馬尼亞語：Rovinari）是羅馬尼亞的城鎮，位於該國西南部，距離首府特爾古日烏17公里，由戈爾日縣負責管轄，面積26.33平方公里，海拔高度157米，2009年人口13,409，大多數居民信奉東正教。